# Stångån
Lo Stångån è un piccolo fiume nel sud della Svezia, lungo 185 km e con un bacino idrografico di 2440 km2. Scorre dagli altopiani dello Småland orientale a sud fino al lago Roxen a nord. Alla foce vicino a Linköping, la portata media è di 15 m3 al secondo.
Passa attraverso Vimmerby, Kisa e Linköping. Gran parte del fiume si estende fino a un canale artificiale, il canale di Kinda. Una ferrovia segue il suo stesso percorso.
Il fiume Stångån attraversa le foreste di latifoglie di una delle principali aree culturali della Svezia, caratterizzata da numerose grandi case padronali della nobiltà.